# ADMX-Experiment

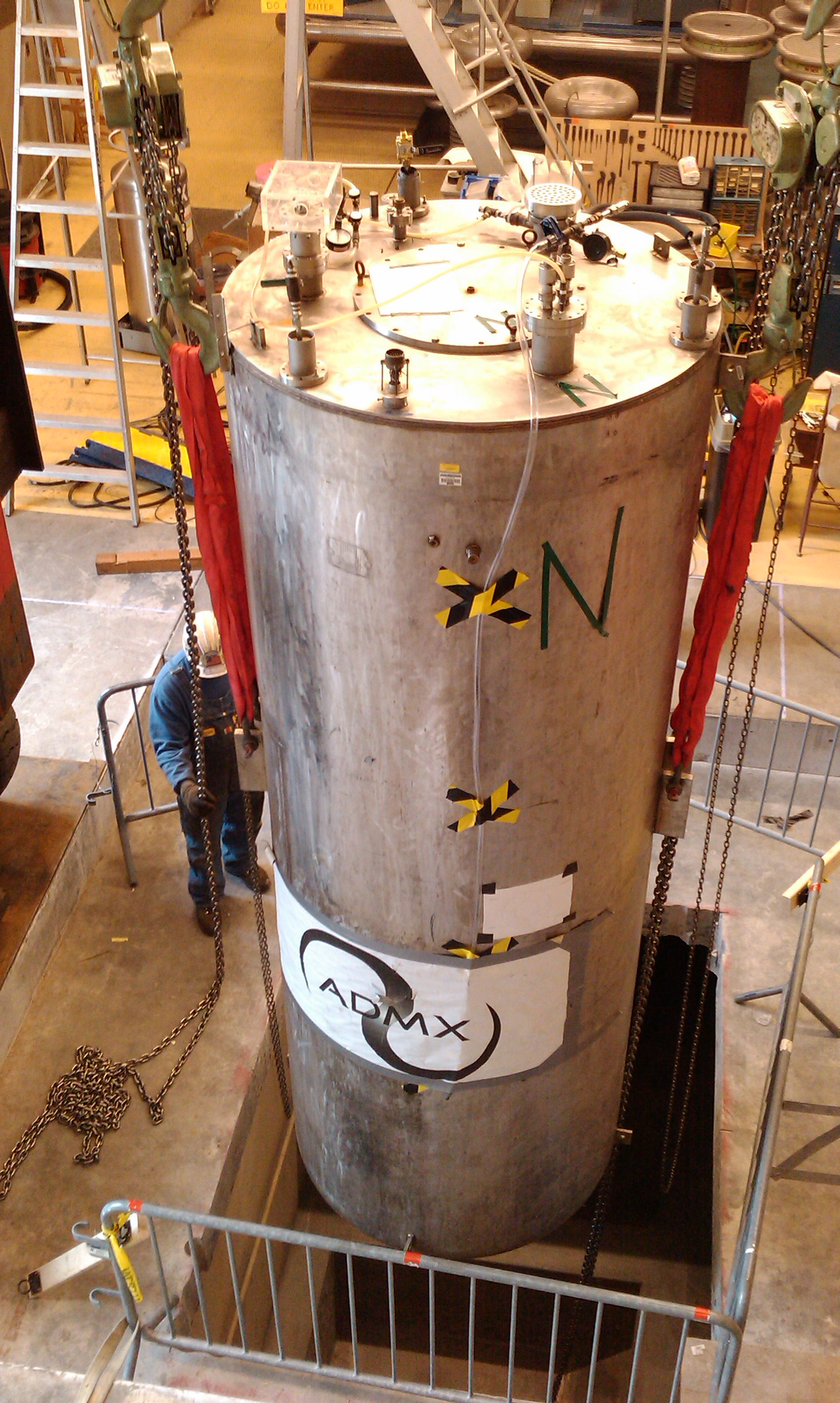
Einbau des Magneten des ADMX Experiments

Das Axion Dark Matter Experiment (ADMX) ist ein Axion-Haloskop-Experiment am Lawrence Livermore National Laboratory und zielt auf die Suche nach axion-artigen Teilchen im Massenbereich von 1,3 μeV/c² < ma < 13 μeV/c². Das Experiment ist seit 1998 in Betrieb.
Das ADMX-Experiment benutzt einen sogenannten Sikivie-Detektor (nach Pierre Sikivie, der viele Nachweisexperimente zum Axion vorschlug). Der grundlegende experimentelle Ansatz basiert auf der Verwendung einer resonanten Mikrowellenkavität in einem großen supraleitenden Magneten. Sollten axion-artige Teilchen einen Teil der dunklen Materie ausmachen und eine Masse im sensitiven Bereich des ADMX-Experiments besitzen, so sollten sich diese im starken Magnetfeld mittels des Primakoff-Effekts in zwei Photonen umwandeln können. Diese Photonen würden als sehr kleine Energiemenge in der Kavität gemessen werden können. Das Magnetfeld des ADMX-Experiments beträgt 8 Tesla, was der entscheidende Parameter für die Sensitivität des Experiments ist. Die Resonanzfrequenz der Kavität wird durch ihre zylindrische Form der Länge 1 Meter und einem Durchmesser von etwa 0,5 Meter bestimmt.
Die bisher veröffentlichten Messungen des ADMX-Experiments können axion-artige Teilchen im genannten Massenbereich mit einer Kopplungskonstante zu Photonen von bis zu gayy<10−15 GeV−1 ausschließen. Sie testen damit auch Axionmodelle, welche eine Erklärung für das sogenannte starke CP-Problem liefern könnten (KSVZ-Axione).